# 32384 Scottbest
32384 Scottbest è un asteroide della fascia principale. Scoperto nel 2000, presenta un'orbita caratterizzata da un semiasse maggiore pari a 2,7799540 UA e da un'eccentricità di 0,1397548, inclinata di 9,28090° rispetto all'eclittica.